# Paller (Cornellà del Terri)
El Paller és una obra de Cornellà del Terri (Pla de l'Estany) inclosa a l'Inventari del Patrimoni Arquitectònic de Catalunya.

## Descripció
Construcció auxiliar de planta rectangular, d'una sola crugia, amb parets estructurals de pedra ben tallada i coberta a una vessant feta amb cairats, llates i teula àrab. La construcció es desenvolupa en planta baixa i una planta pis. Les parets perimetrals són cegues, exceptuant la façana principal on hi destaca un gran forat apaïsat, centrat a la part superior de la paret, amb un senzill cairat de fusta a manera de llinda que suporta l'estructura de la teulada i un tronc d'arbre a manera d'esvelt pilaret central.